# Frankie Beverly
Frankie Beverly (Howard Beverly, Filadélfia, 6 de dezembro de 1946 – 10 de setembro de 2024) foi um cantor, compositor, e produtor musical norte-americano, conhecido principalmente pelos seus trabalhos com a banda de soul e funk Maze, com a qual ganhou nove discos de ouro. Beverly formou a banda Maze, originalmente chamada Raw Soul, em sua cidade natal, Filadélfia, em 1970. Depois de se mudar para São Francisco e ser apresentado a Marvin Gaye, Maze lançou nove discos de ouro e criou um grande e dedicado público. Beverly é o escritor, produtor e vocalista principal da banda. Ele é conhecido por sua voz de barítono suave e distinta e por sua presença carismática no palco.
Seu filho, Anthony, que fez uma turnê como baterista da Maze, junto com sua ex-esposa, a advogada de entretenimento Heather Beverly, organizou um álbum de tributo ao pai de Anthony chamado Silky Soul Music... an All-Star Tribute to Maze Featuring Frankie Beverly em 2009, fundando juntos a gravadora Brantera, como uma homenagem ao trabalho de Maze. Mary J. Blige, Kenneth Brian Edmonds (Babyface) e Mint Condition estavam entre os artistas que participaram do álbum.
Em 2024, Frankie Beverly foi homenageado pela NAACP com o prêmio Lifetime Achievement Award no 55º NAACP Image Awards.

## Início da vida e carreira
Beverly nasceu na cidade de Filadélfia, e começou a cantar música gospel quando era estudante em uma igreja local. Ele foi criado no bairro de East Germantown, na cidade, e se formou na extinta Germantown High School.
Quando adolescente, formou o The Blenders, um grupo de doo-wop a cappella de curta duração, influenciado por The Dells, The Moonglows e The Del-Vikings. Depois que esse grupo se dissolveu, ele fundou o The Butlers (posteriormente Frankie Beverly and the Butlers), que seria o primeiro grupo com o qual ele gravaria em 1963. Em 1967, ele gravou “If That's What You Wanted”, que se tornou um padrão do Northern Soul. Com o passar do tempo, eles chamaram a atenção do produtor musical Kenny Gamble, que acabou lançando gravações do grupo.
Após algumas turnês pesadas, o grupo se mudou para a Califórnia. A unidade foi rebatizada como Raw Soul e chamou a atenção de uma cunhada de Marvin Gaye. Gaye os apresentou como banda de abertura em seus shows e também convenceu Beverly a mudar o nome da banda para Maze.
A popularidade do grupo aumentou consideravelmente no Reino Unido graças aos DJs Greg Edwards e Robbie Vincent no final da década de 1970 e início da década de 1980, quando eles se apresentaram ao vivo no Lyceum Ballroom de Londres para transmissão na Capital Radio. Eles são mais conhecidos por seu single de sucesso nº 57 no Reino Unido, “Joy and Pain”.
Em 2019, o single de sucesso de Beverly com Maze, “Before I Let Go”, se tornou um cover pela cantora americana Beyoncé como faixa bônus em seu quinto álbum ao vivo, Homecoming: The Live Album. Beverly disse à Billboard que o cover foi “um dos pontos altos de (sua) vida...” e o fez “se sentir maior do que nunca! Sinto que tenho um grande sucesso lá fora".

## Estilo
O traje de Beverly no palco (roupas casuais brancas personalizadas, incluindo calça, camisa de mangas compridas e boné de beisebol) tornou-se sua assinatura ao longo dos anos. Tornou-se tradição para o público vestir-se todo de branco nos shows em homenagem ao grupo.

## Morte
Beverly morreu em 10 de setembro de 2024, aos 77 anos de idade.